# Blocarea Wikipediei în Turcia

Logo-ul Wikipedia în limba turcă, cu o bară de cenzură aplicată pe text. Această versiune este utilizată, post-blocaj.

Blocarea Wikipediei în Turcia se referă la decizia autorităților turce, din 29 aprilie 2017, prin care s-a blocat accesul în toată Turcia a versiunilor Wikipedia în toate limbile. Restricțiile sunt parte ale epurării politice⁠(d) de după încercarea de lovitură de stat din 2016, de după un nou referendum constituțional⁠(d) și de după cenzura parțială împotriva Wikipediei din anii anteriori.
Rapoartele inițiale au fost date de către grupul digital independent Turkey Blocks în dimineața zilei de 29 aprilie 2017, avertizând asupra restricționării accesului la toate versiunile enciclopediei digitale în Turcia, iar evenimentul a fost raportat de diverse agenții mass-media. Reuters și BBC au raportat că autoritățile turce au blocat accesul la Wikipedia în Turcia în jurul orei 5:00 UTC. Autoritatea de Informații și Tehnologii de Comunicare din Turcia nu a oferit nici o explicație oficială, ci s-a limitat doar la a informa că: „după analiza tehnică și examinarea juridică a Legii nr. 5651 (referitoare la Internet), s-a luat o măsura administrativă în ceea ce privește acest site web”, timp în care Vocea Americii transmitea că mediile turcești semnalau că blocarea a fost determinată de existența unui „conținut asociat cu terorismul”.
Potrivit ziarului turcesc Hürriyet⁠(d), guvernul turc a solicitat Wikipediei eliminarea conținuturilor ofensatoare, adăugând că blocada ar putea fi ridicată în cazul în care Wikipedia rezolvă favorabil cererile oficialităților turce. Ulterior, în cursul acelei zile, „măsura administrativă” a fost înlocuită printr-un ordin judiciar al Primei Curți Penale de Pace (Ankara 1st Criminal Court of Peace) din Ankara, cu blocarea Wikipedia cu titlu de „măsură de protecție”.

## Vezi și
- Cenzura Internetului
- Wikipedia în turcă
- Recep Tayyip Erdoğan

## Legături externe
- Turcia: Accesul la Wikipedia rămâne blocat până la retragerea articolelor "false" care leagă Ankara de grupări extremiste, 3 mai 2017, hotnews.ro